# Courtney Hicks
Courtney Hicks (Placentia, Estados Unidos; 15 de diciembre de 1995) es una patinadora artística sobre hielo estadounidense. Ganadora de la medalla de plata del Trofeo NHK de 2015 y bronce en la Copa Rostelecom de 2016.

## Carrera
Nació en diciembre de 1995 en Placentia, California. Comenzó a patinar en el año 2001. Ganó su primer título júnior en el Campeonato de Estados Unidos de 2011. En el Campeonato del Mundo Júnior de 2011 se ubicó en el sexto lugar. En la temporada 2011-2012 debutó en la serie del Grand Prix Júnior, ganó la medalla de oro en el evento de Australia. Hicks sufrió una lesión en su pierna derecha que la dejó fuera de las competiciones el resto de la temporada.
Tuvo su debut internacional en la categoría sénior en la temporada 2013-2014, ganó el oro en el Classic International de Estados Unidos de 2013. Obtuvo el sexto lugar en el Skate Canada de 2013 y se ubicó en sexto lugar en el Campeonato de Estados Unidos de 2014, también tuvo una participación en el Campeonato de los Cuatro Continentes, donde se ubicó en el quinto lugar. Ganó la medalla de plata del U.S. Classic de la Challenger Series de la ISU. Finalizó en cuarto lugar en el Skate Canada y el Trofeo Eric Bompard de 2014, en el Campeonato de Estados Unidos de 2015 se ubicó en el octavo lugar. En la temporada 2015-2016 la patinadora ganó la medalla de bronce en el Trofeo Nebelhorn, en la serie del Grand Prix fue asignada a la Copa de China de 2015, donde logró el sexto lugar y ganó la medalla de plata en el Trofeo NHK de 2015. Finalizó en el noveno lugar en el Campeonato de Estados Unidos de 2016.

### Programas
|           | Programa corto                      | Programa libre                                           | Exhibición                         |
| --------- | ----------------------------------- | -------------------------------------------------------- | ---------------------------------- |
| 2018-2019 | TBA                                 | TBA                                                      |                                    |
| 2017-2018 | Nocturne de Ennio Morricone         | Amazing Grace de John Newton                             |                                    |
| 2016–2017 | Maleficent de James Newton Howard   | The Hunchback of Notre Dame de Alan Menken               | Hello de Adele                     |
| 2015–2016 | The Feeling Begins de Peter Gabriel | Elizabeth: The Golden Age de Craig Armstrong y AR Rahman | I See Fire de Ed Sheeran           |
| 2014–2015 | Code Name Vivaldi de The Piano Guys | Anna Karenina de Dario Marianelli                        |                                    |
| 2013–2014 | Angelica de Hans Zimmer             | Evita de Andrew Lloyd Webber                             | Hope Will Lead Us On de BarlowGirl |
| 2012–2013 | Korobushka de Bond                  | Red Violin de Ikuko Kawai                                |                                    |
| 2011–2012 | Raga's Dance de Vanessa-Mae         | Adagio de Reinhold Glière                                |                                    |
| 2010–2011 | Dark Eyes de André Rieu             | Malagueña de Ernesto Lecuona                             | Headphones de Britt Nicole         |
| 2008–2009 | Happy Valley de Vanessa-Mae         | Virtuoso de Edvin Marton                                 |                                    |